# Juan Wilches
Juan Esteban Wilches (* 20. Mai 2002) ist ein kolumbianischer Leichtathlet, der vor allem im 400-Meter-Lauf an den Start geht.

## Sportliche Laufbahn
Erste internationale Erfahrungen sammelte Juan Wilches im Jahr 2024, als er bei den U23-Südamerikameisterschaften in Bucaramanga mit der kolumbianischen 4-mal-400-Meter-Staffel in 3:08,59 min die Bronzemedaille hinter den Teams aus Brasilien und Ecuador gewann. Im Jahr darauf schied er bei den World University Games in Bochum mit 49,19 s in der ersten Runde im 400-Meter-Lauf aus und wurde mit der 4-mal-100-Meter-Staffel im Vorlauf disqualifiziert. Zudem belegte er mit der 4-mal-400-Meter-Staffel in 3:19,33 min den achten Platz.
2024 wurde Wilches kolumbianischer Meister in der 4-mal-400-Meter-Staffel.